# Ивашево (Нижегородская область)
Ива́шево — деревня в Вачском районе (с 1929 года) Нижегородской области. Входит в состав Чулковского сельсовета. В прошлом деревня Красненского прихода Загаринской волости Муромского уезда Владимирской губернии. Находится на расстоянии около 3 км на юг от села Красно.

## Ивашево в исторических документах
- В писцовых книгах 1628—1630 годов значится: «деревня Ивашева», в ней тогда было 16 дворов крестьянских.
- В окладных книгах Рязанской епархии за 1676 год в составе прихода села Красно упоминается деревня Ивашево, в которой 9 дворов крестьянских и 1 бобыльский.
- В «Историко-статистическом описании церквей и приходов Владимирской Епархии» за 1897 год сказано, что в Ивашево всего 28 дворов.

## Население
| 1859 | 1905 | 1926 | 1999 | 2002 | 2010 |
| ---- | ---- | ---- | ---- | ---- | ---- |
| 178  | ↘167 | ↗214 | ↘3   | →3   | ↗4   |

## Ивашево сегодня
Сегодня в Ивашево нет никаких предприятий, учреждений, торговых точек. Добраться до Ивашево можно по автодороге Р125 Муром — Нижний Новгород, повернув у Федурино (рядом с поворотом на Вачу) в сторону Чулково, проехав по асфальтированной дороге около 10 км и ещё примерно 2 км по дороге по полю, преодолеваемой на обычном легковом автомобиле только в сухую погоду.
По оценке газеты «Нижегородские новости» Ивашево «очень малочисленно».